# Richard Kuhn
Richard Kuhn (3. prosince 1900 Vídeň – 31. července 1967 Heidelberg) byl německý biochemik narozený v Rakousku, který v roce 1938 získal Nobelovu cenu za chemii za „práce na karotenoidech a vitamínech“.

## Biografie
V roce 1918 začal studovat chemii na Vídeňské univerzitě. Poté pokračoval na Mnichovské univerzitě, kde v roce 1922 získal doktorát.
Po studiu začal pracovat na Mnichovské univerzita, poté na ETH v Curychu a od roku 1929 na Univerzitě v Heidelbergu, kde se v roce 1937 stal vedoucím oddělení chemie.
Zabýval se teoretickými problémy organické chemie (např. stereochemickými vlastnostmi alifatických a aromatických sloučenin nebo kyselostí uhlovodíků) a biochemií (karotenoidy, flaviny, vitamíny a enzymy). Nejvíce se věnoval vitamínům B2 a B6.
Je také považován za objevitele smrtelného somanu v roce 1944.
Oženil se v roce 1928 s Daisy Harmann. Měl dva syny a čtyři dcery.